# 사이다이지역
사이다이지역(일본어: 西大寺駅)은 일본 오카야마현 오카야마시 히가시구에 위치한 서일본 여객철도 아코 선의 철도역이다. 단선 · 섬식의 형태를 합친 2면 3선 구조의 복합 승강장을 갖춘 지상역이다.

## 타는 곳
| 1 | ■ 아코 선 | 하행 | 오카야마 · 후쿠야마 · 니미 방면 |              |
| 2 | ■ 아코 선 | 상행 | 반슈아코 방면                   |              |
| 3 | ■ 아코 선 | 하행 | 오카야마 · 후쿠야마 · 니미 방면 | 이 역 시발만 |

## 이용 현황
| 승차 인원 추이 | 승차 인원 추이 |
| 연도           | 1일 평균       |
| -------------- | -------------- |
| 1999           | 3,206          |
| 2000           | 3,258          |
| 2001           | 3,252          |
| 2002           | 3,140          |
| 2003           | 3,143          |
| 2004           | 3,102          |
| 2005           | 3,090          |
| 2006           | 3,052          |
| 2007           | 3,028          |
| 2008           | 3,060          |
| 2009           | 3,042          |
| 2010           | 3,007          |
| 2011           | 3,074          |
| 2012           | 3,092          |
| 2013           | 3,368          |
| 2014           | 3,362          |

## 역 주변
- 국도 제2호선
- 오캬아마 시 히가시 구청
- 오카야마 시 소방국 히가시 소방서

## 인접 역
| 서일본 여객철도 아코 선 | 서일본 여객철도 아코 선 | 서일본 여객철도 아코 선 |
| ----------------------- | ----------------------- | ----------------------- |
| 오도미 아이오이 방면    | ■ 아코 선               | 오다라 오카야마 방면    |